# Hedonê

O segundo rapto de Psiquê
Óleo sobre tela de William-Adolphe Bouguereau, 1895

Hedonê (em grego: Ἡδονή) na mitologia grega, é a daemon ou deusa do prazer. Filha de Eros e Psiquê, nasceu no Olímpo após Hermes ter ajudado a sua mãe a voltar do tártaro com a beleza de Perséfone. O seu nascimento foi o estopim para que a sua mãe fosse imortalizada como deusa. É classificada como uma das daemones gregas pois mexe diretamente com a ligação corpo-espírito dos seres humanos. Dotada de luxúria e persuasão é representada como uma mulher com asas de borboleta. Hedonê nunca se casou ou teve filhos, mas admirava e conhecia a história dos pais, uma história bastante bonita e amorosa, conhecida por muitas pessoas.
É referida na filosofia epicurista pois como um daemon, é fruto da união da paixão com a alma. Mediante uma analogia, desenvolveu-se o termo hedonismo (culto ao prazer); sendo Hedonê que é literalmente "prazer" em grego. A sua correspondente da mitologia romana é  "Volúpia"' (em latim Voluptas) Seu oposto é algea, as daemones da dor e espíritos femininos que trazem tristezas e lágrimas aos homens.